# HEG T 2
Der zweiachsige Dieseltriebwagen HEG T 2 der Hoyaer Eisenbahn-Gesellschaft (HEG) wurde 1956 bei Karosseriebau Buschmann in Hoya mit der Maschinenanlage der Hansa Waggonbau gebaut. Die HEG führte den Innenausbau in Eigenleistung aus. Das Einzelfahrzeug wurde etwa 20 Jahre bei der HEG und den Verkehrsbetrieben Grafschaft Hoya betrieben und blieb erhalten.

## Geschichte und Einsatz
1954 wurde der Triebwagen von der HEG entworfen und bei Karosseriebau Buschmann in Hoya gefertigt. Die Endmontage erfolgte bei der HEG. Er bekam die Bezeichnung HEG T 2. 1958 wurde ein im Aussehen ähnlicher Beiwagen beschafft, der in den Abmaßen etwas größer war.
Der Triebwagen wickelte mit dem HEG T 1 Personenverkehr auf der Strecke Eystrup–Hoya ab. Nach der Umspurung 1963 – 1966 wurde er auch auf der nunmehrigen VGH-Strecke bis nach Syke eingesetzt. Er verkehrte im Auftrag der DB aber auch auf Bundesbahnstrecken. Nach der Einstellung des Schienen-Personenverkehrs auf der VGH 1972 wurde er nicht mehr benötigt. Es fand sich aber kein Käüfer, so ging er 1976 in das Eigentum des Deutschen Eisenbahn-Vereins über, wo er abgestellt als Aufenthaltsraum mit Küche genutzt wurde. Der Beiwagen wurde 1981 verschrottet. 1983 ging der Triebwagen an den Verein Kleinbahn Leeste und 1998 an den Verein zur Erhaltung der Eisenbahn im Hoyaer Land in Nienburg.
Seit 2010 ist das Fahrzeug in der Sammlung der Interessengemeinschaft zur Erhaltung historischer Fahrzeuge in Wilhelmshaven.

## Technische Merkmale/Ausstattung
Der Triebwagen wurde in Leichtbauweise gestaltet. Die Frontpartie hatte gerundete Front-Eckscheiben, große Scheinwerfer und eine abgerundete Dachpartie. Der Wagenkasten wurde in selbsttragender Bauweise in Schalenbauweise hergestellt. Die Seitenfenster waren zweigeteilt Übersetzfenster.
Das Fahrgastabteil hatte 50 Sitzplätze in der Sitzplatzanordnung 3+2. Der Innenraum war hell und die Sitze für ihre Zeit bequem. Im Einstiegsraum hatte der Triebwagenführer mittig seinen Arbeitsplatz, hier waren zusätzliche Klappsitze vorhanden. Der hintere Einstiegsraum konnte als Gepäckraum verwendet werden, die Einstiegstüren waren einflügelige Drehtüren und konnten mit einem zusätzlichen Flügel in der Breite vergrößert werden.
Die Maschinenanlage bestand aus einem Achtzylinder-Viertakt-Dieselmotor von KHD und einem Mylius-Getriebe.